# Joan Bourrat
Joan Bourrat   (Sant Andreu de Sureda, 12 de desembre de 1859 - Perpinyà, 4 d'agost de 1909) va ser un polític nord-català, diputat de l'any 1896 al 1909.

## Biografia
Estudià al Collège de Perpignan abans d'entrar el 1876 a l'"École des Arts et Métiers" d'Ais de Provença. S'hi titulà d'enginyer el 1879 i entrà a l'Administració d'Obres Públiques. Entre el 1888 i el 1896 es dedicà als ferrocarrils. Estudià el traçat per a la línia de Marvejols i construí la de Narbona a Cervera.
Milità en el Partit Republicà Radical i Radical-Socialista francès i es presentà i fou elegit diputat en les eleccions dels anys 1896, el 1898, el 1902 i 1906, aquest en un procés electoral molt disputat contra l'alcalde de Perpinyà Eugeni Sauvy. Dedicà la seva tasca parlamentària primordialment a l'impuls de la política de transports, i a les comunicacions en general.
Va ser membre fundador de la Société d'Études Catalanes. Fou maçó; iniciat a la lògia "Saint-Jean-des-Arts de la Régularité" de Perpinyà, fundà a París la lògia "La République" i assolí el càrrec de gran mestre adjunt de la Gran Lògia de França.
La ciutat de Perpinyà li dedicà una avinguda i el 1947 un monument a la plaça Jean Bourrat. El seu fill, Charles Bourrat (1884-1964) va ser prefecte de Mosel·la; el fill d'aquest, Jean-Guy Bourrat (1921-2005), va ser sub-prefecte i dedicà a son pare el llibre L'exode de la Lorraine - Itinéraire de Charles Bourrat, préfet de la République, de Metz à Neuengamme en passant par Montauban  (Issy-les-Moulineaux: Muller Edition, 2006 ISBN 290425563X). Finalment, un net, Patrick Bourrat (1952-2012), va ser un corresponsal de guerra mort esclafat per un tanc mentre feia un reportatge.